# USS Rampart (AM-282)
USS Rampart (AM-282) trałowiec typu Admirable służący w United States Navy w czasie II wojny światowej. Służył na Atlantyku, następnie na Pacyfiku. Przekazany Związkowi Radzieckiemu w programie lend-lease.
Stępkę okrętu położono 24 listopada 1943 w stoczni Gulf Shipbuilding Corp. w Chickasaw (Alabama). Zwodowano go 30 marca 1944, matką chrzestną była Frank S. Scott. Jednostka weszła do służby 18 listopada 1944, pierwszym dowódcą został Lt. Stanley F. Luce.
Brał udział w działaniach II wojny światowej. Przekazany 20 maja 1945 Związkowi Radzieckiemu.